# Copy beest
Copy beest was een Vlaams dierenprogramma van productiehuis De Mensen. Het programma liep op Eén van februari 2016 tot mei 2017 en werd gepresenteerd door Dieter Coppens.

## Concept
In Copy beest gaat Dieter Coppens elke week een uitdaging aan die hij tot een goed einde probeert te brengen met behulp van het specifieke talent van een dier.

## Afleveringen

### Seizoen 1
| Afl. | Uitzenddatum     | Onderwerp                             | Kijkcijfers (live) |
| ---- | ---------------- | ------------------------------------- | ------------------ |
| 1    | 11 februari 2016 | De geurzin van de rat                 | 594.383            |
| 2    | 18 februari 2016 | De kouderesisentie van het rendier    | 526.341            |
| 3    | 25 februari 2016 | Het gezichtsvermogen van roofvogels   | 550.858            |
| 4    | 3 maart 2016     | De sonar van de bruinvis              | 530.216            |
| 5    | 10 maart 2016    | Het uithoudingsvermogen van de kameel | 560.018            |
| 6    | 17 maart 2016    | Het navigatievermogen van de duif     | 540.670            |
| 7    | 24 maart 2016    | De camouflagekunsten van de zeekat    | 626.800            |
| 8    | 31 maart 2016    | De intelligentie van de chimpansee    | 552.749            |

### Seizoen 2
| Afl. | Uitzenddatum  | Onderwerp                                                     | Kijkcijfers (live) |
| ---- | ------------- | ------------------------------------------------------------- | ------------------ |
| 1    | 1 april 2017  | Vliegen met ganzen                                            | 472.865            |
| 2    | 8 april 2017  | Een diefstal plegen met de hulp van de uil                    | 509.790            |
| 3    | 15 april 2017 | Truffeljagen met de hulp van het varken                       | 549.838            |
| 4    | 22 april 2017 | Overleven op grote hoogte met de hulp van de alpaca           | 579.185            |
| 5    | 29 april 2017 | Een lamp doen branden met de stroomstoten van de sidderaal    | 548.260            |
| 6    | 6 mei 2017    | DNA verkrijgen met de hulp van de mug                         | 529.873            |
| 7    | 20 mei 2017   | Onderzoek naar medicijnen met de hulp van het gif van slangen | 460.315            |